# Fredrik Amundgård
Fredrik Amundgård (né le 12 janvier 1989) est un athlète norvégien, spécialiste du lancer du disque.

## Biographie
Il a terminé 7e en finale des Championnats du monde juniors à Bydgoszcz en juillet 2008.
En 2009, son meilleur lancer est de 62,33 m. Il réalise ensuite 63,72 m à Chula Vista le 29 avril 2010.

### Palmarès
| Date | Compétition                   | Lieu      | Résultat | Performance |
| ---- | ----------------------------- | --------- | -------- | ----------- |
| 2007 | Championnats d'Europe juniors | Hengelo   | 11e      | 51,45 m     |
| 2008 | Championnats du monde juniors | Bydgoszcz | 7e       | 56,75 m     |
| 2009 | Championnats d'Europe espoirs | Kaunas    | 6e       | 57,38 m     |
| 2011 | Championnats d'Europe espoirs | Ostrava   | 3e       | 59,42 m     |

### Records
| Épreuve          | Performance | Lieu        | Date          |
| ---------------- | ----------- | ----------- | ------------- |
| Lancer du disque | 63,72 m     | Chula Vista | 29 avril 2010 |